# Đani Martinić
Đani Martinić (Supetar, 2. srpnja 1987.) je hrvatski akademski kipar.

## Životopis
Rodio se je 1987. u Supetru. U rodnom mjestu završio je osnovnu školu. U Splitu je pohađao srednju umjetničku školu, završivši smjer kiparstva. Prediplomski studij kiparstva završio je u klasi prof. Matka Mijića. U Splitu je završio prvu godinu diplomskog studija u klasi prof. Kuzme Kovačića, a magistrirao 2012. u klasi prof. Nikole Džaje. Danas je stručni suradnik na Umjetničkoj akademiji u Splitu.
Martinićevo je djelo novi kameni oltar i ambon, koji su postavljeni u obnovljenoj crkvi u Brusju.
Voditelj je umjetničke radionice u Varaždinu namijenjene studentima i srednjoškolcima u kojima učenika uči radu u bračkom kamenu, odnosno obradi bračkog kamena i izradi malih skulptura od tog kamena. Stručni je suradnik II. kiparske kolonije Kaštela. 16. listopada 2012. izlagao je u splitskoj Galeriji umjetnina, u nastavku programa "Utorkom u Galeriji / Fast Forward".

### Skupne izložbe
- „Prostor“ (izložba studenata kiparstva) MKC Split 2009.;
- „ Kula na dnu mora rupa“ Crkva sv. Martina, Supetar, 2009.;
- „36. Splitski Salon“ Dioklecijanovi podrumi;  2009.;
- „Sub-Art“  boot Trade Fair,  2010.;
- „Stvaranje“ Muzej grada Splita, , 2010.;
- „Identitet“ (izložba studenata kiparstva) MKC Split 2010.
- „Produkcija 2010 UMAS“ Split 2010.;
- „Iz druge perspektive“ Crkva sv. Martina, Supetar, 2010.;
- „Brački kipari“ na Supetarskoj rivi, 2010.;
- „Izložba mladih supetarskih kipara“ Crkva sv. Martina, Supetar, 2010.;
- „Produkcija 2010./2011. “ (izložba studenata kiparstva) MKC  2011.
- „MU/FiV-OT” 2012 (izlozba studenata UMAS-) multi mediska umjetnost MKC Split
- „Olimpiske Igre” 2012 (izlozba radova za natječaj )
- „Izložba studenata” 2012 MKC Split
- „Izložba Kiparskog odsjeka ” 2012 Sveučilišna knjižnica Split
- “Izložba Umjetnićke akademije Split” 2013 Sveučilišna knjižnica Split
- “Darovnice” Galerija umjetnina Split 2013

### Samostalne izložbe
- „Đani Martinić“ galerija „Dom kulture“ Bol 2010.;
- Đani Martinić: "Spodobanko" / Utorkom u Galeriji - Fast Forward “Galerija umjetnina” Split 2012

### Javne skulpture
- „Jabuka“ Vrsar Montraker 2010.
- „Oklupacija” Bol
- “Spongosus calculus” spužvasti kamen. Kaštela 2012.
- “get moving” nagrada za olimpiske igre. Hrvatski Olimpiski Odbor; Zagreb
- “Spodobanko” fundus Galerije umjetnina Split 2013
- “Krivoispravak” Osijek 2013

### Likovne radionice
- „Sub art“ Ražanj 2009.
- „Vrsar Montraker“ 2010.
- „Kiparska kolonija Bol “2011”.
- „Kiparska kolonija More 2- Kaštela“2012”.
- “Kiparska kolonija Jarčevac- Osijek”2013”.